# Telfer Mine
Die Telfer Mine ist ein Kupfer-Gold-Bergwerk, das bei Telfer, einer Bergarbeiterstadt, in der Großen Sandwüste in Western Australia, Australien liegt. Das Bergwerk befindet sich im Eigentum des australischen Unternehmens Newcrest Mining, dem größten Goldförder-Unternehmen Australiens, das ferner zu einem der zehn größten der Erde zählt.
Die Telfer Mine ist eines von vier Bergwerken von Newcrest Mining in Australien.
Im Rechnungsjahr 2010/2011 wurden in der Telfer Mine 32.078 Tonnen Kupfer und 621.629 Unzen Gold gefördert.

## Geschichte
Das Bergwerk befindet sich auf dem traditionellen Land der Aborigines der Marthu.
Entdeckt wurde die Kupfer-Gold-Lagerstätte 1972 von Newmont Mining, dem Vorläufer von Newcrest Mining, die 1966 gegründet wurde. Der erste Abbau begann 1977 mit einem Joint Venture von BHP Billiton und Newmont Mining. 1990 fusionierte Newmont Australia Limited und BHP Gold Limited zur Newcrest Mining 1997 hatte das Bergwerk 5 Millionen Unzen Gold gefördert. Der Tagebau wurde August 2000 wegen hoher Kosten geschlossen.
2004 eröffnete Newcrest Mining das Bergwerk als Tagebau und 2006 Untertagebau in dem anliegenden Hartgestein erneut und hatte eine Anlage mit einem Kraftwerk von 138 Megawatt zur Abscheidung von Kupfer und Gold mit einer 450 Kilometer langen Gaspipeline von Port Hedland gebaut.
Im Juni 2008 wurde die Förderung des Bergbaus durch die Gaskrise in Western Australia wegen der Explosion der Anlage auf Varanus Island erheblich beeinträchtigt, was zu einer Entlassung von 400 Beschäftigten der Telfer Mine führte.
2010 gab Newcrest bekannt, dass die Telfer Mine bis 2017 im Untertagebau und bis 2023 im Tagebau betrieben werden kann.

## Zufahrt
Die Telfer Mine ist über die Telfer Mine Road erreichbar, eine von der Bergwerksgesellschaft gebaute und unterhaltene Outbackpiste, die nach Nordwesten über die Rippon Hills Road und die Marble Bar Road an den Great Northern Highway angebunden ist.

## Produktionszahlen
Produktionszahlen:

### Gold
| Jahr      | Produktion    | Gehalt     | Kosten je Unze |
| 1999      | 314.295 Unzen | 1,33 g/t   | AUD 390        |
| 2000      | 176.000 Unzen | 1.62 g/t   | AUD 494        |
| 2001–2003 | kein Abbau    | kein Abbau | kein Abbau     |
| 2004–2005 | 218.000 Unzen |            |                |
| 2005–2006 | 650.000 Unzen |            |                |
| 2006–2007 | 627.000 Unzen |            |                |
| 2007–2008 | 590.000 Unzen |            |                |
| 2008–2009 | 629.108 Unzen |            |                |
| 2009–2010 | 688.909 Unzen |            |                |
| 2010–2011 | 621.629 Unzen |            |                |

### Kupfer
| Jahr      | Produktion    | Gehalt | Kosten |
| 2004–2005 | 25.000 Tonnen |        |        |
| 2005–2006 | 38.000 Tonnen |        |        |
| 2006–2007 | 28.000 Tonnen |        |        |
| 2007–2008 | 27.000 Tonnen |        |        |
| 2008–2009 | 32.905 Tonnen |        |        |
| 2009–2010 | 34.815 Tonnen |        |        |
| 2010–2011 | 32.078 Tonnen |        |        |